# یاسوهیرو نوموتو
یاسوهیرو نوموتو (انگلیسی: Yasuhiro Nomoto؛ زادهٔ ۲۵ ژوئن ۱۹۸۳) بازیکن فوتبال اهل ژاپن است.
از باشگاه‌هایی که در آن بازی کرده‌است می‌توان به باشگاه فوتبال کونسادول ساپورو و باشگاه فوتبال جف یونایتد ایچیهارا چیبا اشاره کرد.